# Catherine Ashton
Catherine Margaret Ashton (Upholland, 1956. március 20. –) brit munkáspárti politikus, Upholland bárónője.
Az Európai Bizottság volt kereskedelmi biztosát 2009. november 19-én választották meg a Lisszaboni szerződés nyomán létrehozott új posztra, az EU első külügyi és biztonságpolitikai főképviselőjének („külügyminiszter”) az EU 27 vezetőjének csúcstalálkozóján Brüsszelben. Ugyanekkor Herman Van Rompuy volt belga miniszterelnököt nevezték ki az Európai Tanács első elnökének.

## Pályafutása

### Tanulmányai
Catherine Ashton Wiganben járt a Winstanley College-ra, majd a Wigan and Leigh College-ra. Később a londoni Royal Hollowayben tanult közgazdaságtant, BSc diplomát szerzett 1977-ben.

### Politikai pályafutása
1977–1983-ig a Kampány a nukleáris leszerelésért (CNB) nevű társadalmi szervezetben tevékenykedett. A nyolcvanas években egy sor különböző oktatási, kulturális, egészségügyi témában dolgozott civil szervezetekben, helyi politikában. A kilencvenes években önálló hivatásos politikai tanácsadóként is tevékenykedett.
1999-ben a Munkáspárt színeiben nem örökölhető nemesi rangot kapott (Upholland bárónője) és a brit parlament felsőházának tagja lett. 2001 júniusában oktatásügyi államtitkár-helyettesnek nevezték ki. 2002 ifjúsági kérdésekkel foglalkozó miniszter lett Tony Blair kormányában.
2007-től a brit igazságügyminisztérium államtitkár-helyettesi posztját töltötte be.
Politikai népszerűségét jelzi, hogy 2005-ben média-közvéleménykutatásokon több hasonló díj mellett megválasztották az „Év miniszterének” valamint „Az év felsőházi tagjának ("Peer of the Year")”.
2007 júniusában Gordon Brown szűkebb kormányának tagja lett, valamint megválasztották a Lordok Háza elnökének. A felsőház elnökeként fő feladata a Lisszaboni szerződés elfogadtatása volt a Lordok Házában.
2008 októberében Peter Mandelson után a brit kormány őt delegálta az Európai Bizottság kereskedelmi kérdésekkel foglalkozó biztosa posztjára. Ennek megfelelően lemondott felsőházi tagságáról, de főnemesi címét megtartotta.
A Lisszaboni szerződés hatályba lépése idején sokáig Tony Blair látszott esélyesnek az EU elnöki posztja elnyerésére. Végül az elnök Herman Van Rompuy lett, és az új kompromisszumos csomag jegyében kapta a brit Ashton asszony a kül- és biztonságpolitikai főképviselői posztot.

### Kitüntetései
III. Károly brit király 2023. március 23-án a Térdszalagrend Lovag Hölgy társává nevezte ki Ashtont.